# Otakar Krámský

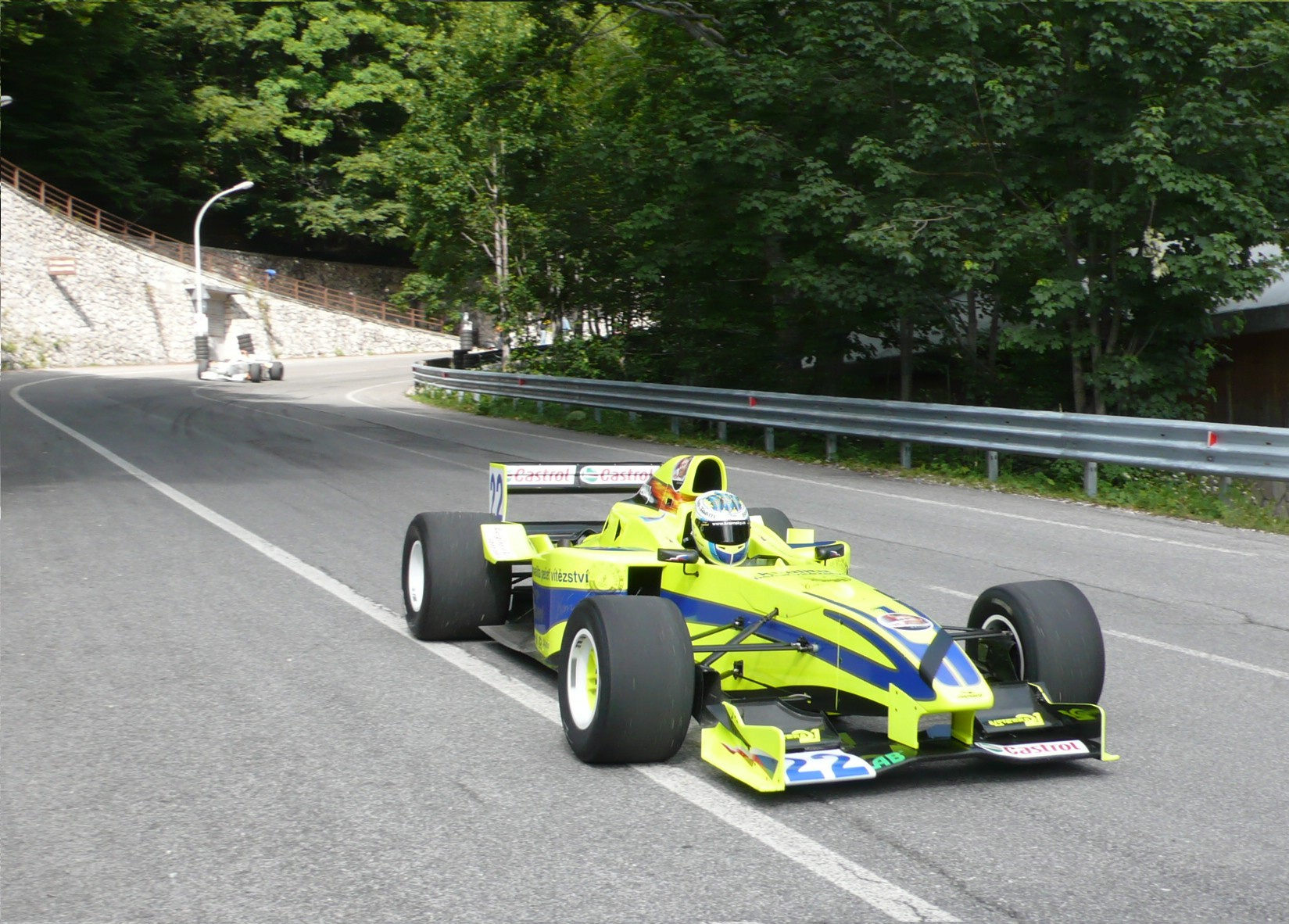
O.Kramsky en 2008 en Rieti sur Reynard.

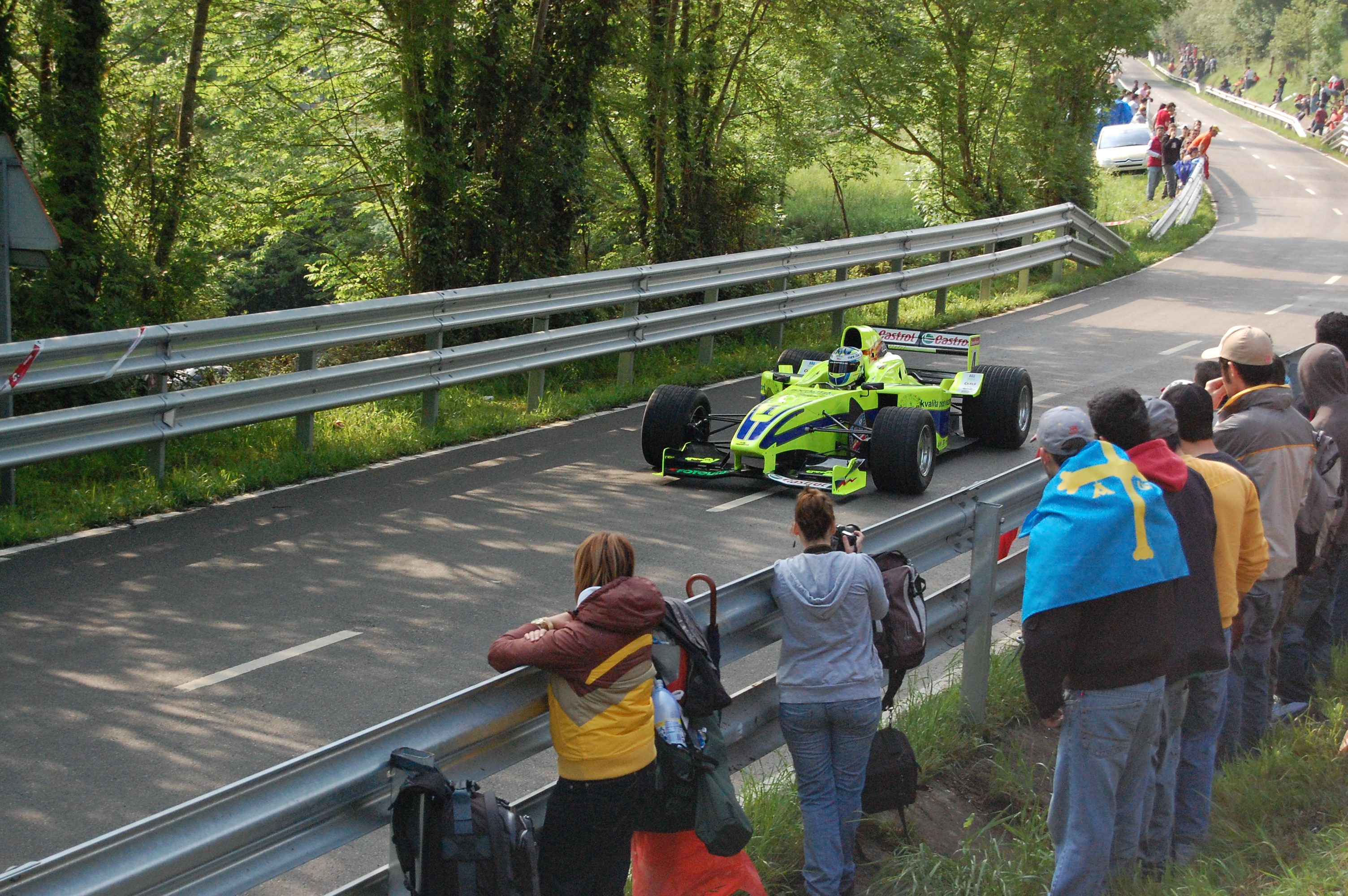
O.Kramsky en 2008 en El Fito.

Otakar Krámský (Jilemnice, 1 de julio de 1959, – Tulwitz, 25 de abril de 2015) fue un piloto de automovilismo checo especialista en carreras de montaña. Se proclamó tres veces Campeón de Europa de Montaña.

## Biografía
Comenzó su carrera a principios de los 70 pero no fue hasta 1987 cuando debutó en el Campeonato Europeo de Montaña con un Škoda de 130L. En 1989 cambió a un coche de 136L, y durante la temporada de 1990 pilotó un Ford Sierra Cosworth Gr.N. En 1992 se unió al Grupo A, obteniendo 3 títulos continentales en 4 años. En 1999, cambió a un monoplaza CN Group PA20-BMW Osella y a partir de 2006 participó en la Super Fórmula Japonesa con una  Reynard 99L-Cosworth 3000.
Krámský falleció al sufrir un accidente en una carrera en Estiria, Austria a la edad de 55 años.

## Palmarés

### Títulos
- Triple en el Campeonato de Europa de Montaña en la Categoría I con un BMW M3 de Groupe A (1995, 1997 y 1998).
- Vainqueur du Trophée FIA, en 1996.
- Cinco veces campeón checo de montaña (2001, 2002, 2003, 2004 y 2005).
  - Subcampeón de Europa de montaña en la categoría II, en 2002 (Osella PA20-BMW).
  - Subcampeón de Europa de montaña en la categoría I, en 1996 (BMW M3);